# 강홍렬
강홍렬(1895년~1958년 1월 28일)은 한국의 독립운동가, 정치인이다.

## 이력
호(號)는 학암(鶴巖)이다. 삼일운동 당시 영남 학생대표로 활동했다. 이후 대한민국임시정부 경상남도 내무부 부장 직을 맡아 해방까지 활약했다. 해방 이후 1955년까지 자유당 전임위원을 지냈다.